# پستوا بانکا
پستوا بانکا (انگلیسی: Poštová banka) شرکت خدمات مالی و بانکداری اسلواک است، که در سال ۱۹۹۲ تأسیس شد.